# Playa del Hipódromo
La playa del Hipódromo está situada en la ciudad autónoma de Melilla, España. Posee una longitud de alrededor de 750 metros y un ancho promedio de 60 metros.

## Historia
Estuvo ocupada por barracas hasta que entre noviembre de 1926 y febrero de 1927 fueron derribadas debido a la alta posibilidad de que fueran destruidas por los temporales.
En 1944 se construyó una escollera y en  la primera mitad de 1994 dos diques de contención que hicieron recuperar la arena en medio del Proyecto de Regeneración de Playas del Ministerio de Obras Públicas.